# كندا في الألعاب الأولمبية الصيفية 2016
نافست كندا في دورة الألعاب الأولمبية الصيفية 2016 في ريو دي جانيرو، البرازيل، من 05-21 أغسطس 2016.
أول مرة شارك كندا في الألعاب الاولمبية الصيفية كانت في عام 1900، وقد تنافس الرياضيين الكنديين في كل الألعاب الأولمبية الصيفية في العصر الحديث، باستثناء دورة الألعاب الاولمبية الصيفية 1980 في موسكو بسبب المقاطعه التي تقودها الولايات المتحدة.
من المقرر إرسال حوالي 314 رياضيا في 27 الرياضية. وهذا يمثل زيادة قدرها 37 رياضيا مقارنه مع عام 2012.